# 후나바시 유마
후나바시 유마(일본어: 船橋 勇真, 1997년 11월 13일~)는 일본의 축구 선수이다.

## 구단 경력
그는 2020년 J3리그의 YSCC 요코하마에 입단했다. 2021년까지 56경기에 출전하여, 2득점을 넣었다. 2022년 AC 나가노 파르세이루로 이적했다. 2024년 J2리그의 더스파 군마로 이적했다. 2024년후 J3리그에 강등했다.